# Öre kontrakt
Öre kontrakt var ett kontrakt inom Svenska kyrkan i Luleå stift. Det upphörde 31 december 2004.  
Kontraktskoden var 1101.

## Administrativ historik
Kontraktet bildades 1962  
från en del av då upphörda Västerbottens södra kontrakt
- Nordmalings församling som vid upplösningen 2005 övergick till Södra Västerbottens kontrakt
- Bjurholms församling som vid upplösningen 2005 övergick till Södra Västerbottens kontrakt
- Hörnefors församling som vid upplösningen 2005 övergick till Södra Västerbottens kontrakt

från en del av då upphörda Lappmarkens första kontrakt
- Fredrika församling som vid upplösningen 2005 övergick till Södra Lapplands kontrakt
- Åsele församling som vid upplösningen 2005 övergick till Södra Lapplands kontrakt

## Kontraktsprostar
| Ämbetstid | Namn                 | Levnadstid | Övrigt                               |
| --------- | -------------------- | ---------- | ------------------------------------ |
| 1962–1963 | Johan Einar Hedquist | 1903–      | Kyrkoherde i Nordmalings församling. |